# Doris Miller (Schiff)
Die Doris Miller, auch USS Doris Miller (Kennung: CVN-81), ist ein in Bau befindlicher Flugzeugträger der Gerald-R.-Ford-Klasse der United States Navy.

## Namensgebung
Am 20. Januar 2020 gab Marineminister Thomas B. Modly während einer Feier zum Martin Luther King Day in Pearl Harbor bekannt, dass CVN-81 den Namen „USS Doris Miller“ erhalten wird. Doris Miller (1919–1943) wurde als Held beim japanischen Angriff auf Pearl Harbor am 7. Dezember 1941 gefeiert und erhielt von Admiral Chester W. Nimitz persönlich das Navy Cross. Zum ersten Mal wird ein Flugzeugträger nach einem Afro-Amerikaner benannt. Bislang trugen die großen Flottenträger der US Navy Namen von bekannten Schlachten, militärischen Führern oder US-Präsidenten. Die CVN-81 ist das zweite Schiff der US-Navy, das nach Miller benannt wird. Zuvor trug bereits eine Fregatte (FF-1091 Miller) der Knox-Klasse von 1973 bis 1991 diesen Namen.

## Sonstiges
Die Doris Miller soll mit ihrer Indienststellung die Carl Vinson ersetzen.
Der Bau des Schiffes begann am 25. August 2021.